# Campionato kazako di calcio a 5
Il campionato di calcio a 5 del Kazakistan è la massima competizione kazaka di calcio a 5 organizzata dalla Federazione calcistica del Kazakistan.

## Storia
Il campionato kazako si svolge regolarmente dalla stagione 1998-99, anno in cui si impose l'Ayat. Successivamente, il titolo fu appannaggio dell'Alibi per un triennio mentre dal 2004 è il Qairat, squadra di Almaty, a monopolizzarlo. Il campionato non è la manifestazione di calcio a 5 più datata del Kazakistan: la coppa nazionale si svolge dal 1996. Nella stagione 2009-10 alcune squadre del Kirghizistan hanno preso parte al campionato kazako.

## Albo d'oro
| Stagione  | Vincitore | Secondo              |
| --------- | --------- | -------------------- |
| 1998-1999 | Ayat      | Temirlan             |
| 1999-2000 | Alibi     | Kainur               |
| 2000-2001 | Alibi     | Aktau                |
| 2001-2002 | Alibi     | Aksauyt              |
| 2002-2003 | Zhigitter | Tulpar               |
| 2003-2004 | Qairat    | Tulpar               |
| 2004-2005 | Qairat    | Tulpar               |
| 2005-2006 | Qairat    | Aktyubrentgen Aqtöbe |
| 2006-2007 | Qairat    | Aktyubrentgen Aqtöbe |
| 2007-2008 | Qairat    | BTA Aqtöbe           |
| 2008-2009 | Qairat    | Aktyubrentgen Aqtöbe |
| 2009-2010 | Qairat    | Tulpar               |
| 2010-2011 | Qairat    | Tulpar               |
| 2011-2012 | Qairat    | Tulpar               |
| 2012-2013 | Qairat    | Tulpar               |
| 2013-2014 | Qairat    | Tulpar               |
| 2014-2015 | Qairat    | Tulpar               |
| 2015-2016 | Qairat    | Ayat                 |
| 2016-2017 | Qairat    | Ayat                 |
| 2017-2018 | Qairat    | Aqtöbe               |
| 2018-2019 | Qairat    | Ayat                 |
| 2019-2020 | Qairat    | Aqtöbe               |
| 2020-2021 | Qairat    | Atyraý               |
| 2021-2022 | Qairat    | Ayat                 |

### Supercoppa
| Stagione | Vincitore | Finalista |
| -------- | --------- | --------- |
| 2010     | Tulpar    | Qairat    |
| 2011     | Tulpar    | Qairat    |
| 2012     | Qairat    | Tulpar    |
| 2013     | Qairat    | Tulpar    |
| 2014     | Qairat    | Tulpar    |
| 2017     | Qairat    | Ayat      |
| 2018     | Qairat    | Aqtöbe    |
| 2019     | Qairat    | Aqtöbe    |
| 2020     | Annullata | Annullata |
| 2022     | Qairat    | Atyraý    |

## Vittorie per club

### Campionato
| Titoli | Squadra   | Anni |
| ------ | --------- | --- |
| 19     | Qairat    | 2004, 2005, 2006, 2007, 2008, 2009, 2010, 2011, 2012, 2013, 2014, 2015, 2016, 2017, 2018, 2019, 2020, 2021, 2022 |
| 3      | Alibi     | 2000, 2001, 2002                                                                                                 |
| 1      | Ayat      | 1999 |
| 1      | Zhigitter | 2003 |

### Supercoppa
| Titoli | Squadra | Anni                                     |
| ------ | ------- | ---------------------------------------- |
| 7      | Qairat  | 2012, 2013, 2014, 2017, 2018, 2019, 2021 |
| 2      | Tulpar  | 2010, 2011                               |